# Midway (Utah)
Midway es una ciudad del condado de Wasatch, estado de Utah, Estados Unidos. Según el censo de 2000 la población era de 2.121 habitantes. Midway, como muchas ciudades en Utah, está orgulloso de la homogeneidad de sus fundadores, como tal, ha adoptado el requerimiento de que las construcciones tengan un porcentaje de su arquitectura exterior de estilo suizo.
La leyenda popular en la ciudad cuenta que hubo originalmente dos asentamientos fundados por emigrantes suizos. Probablemente durante la guerra del Black-Hawk (halcón negro) se el asentamiento se consolidó a medio camino de los dos asentamientos originales, de ahí el nombre de Midway (medio camino). Un festival anual Swiss Days (días suizos) se celebra en el fin de semana del trabajo, con artesanos locales y foráneos que comparten sus mercancías. Los Swiss Navajo Tacos (tacos navajo-suizos) fue una importante y ridícula aportación a la comida a mediados de los años 1990.
Midway fue en 2002 la sede de las olimpiadas de cross y biatlón en Solider Hollow. Midway también es conocido por el "estofado de carne con patatas"  o caldera geo-termal, una parte del Homestead Resort y campo de golf, que permite el submirinismo con botellas de oxígeno durante todo el año. El agua de la caldera se encuentra todo el año a una temperatura de 32-35 °C. Midway es sede de los campos de golf de Heber Valley y alardea del campo de golf de 18 hoyos diseñado por el golfista Bruce Summerhays.

## Geografía

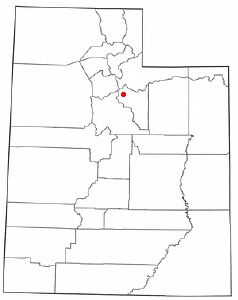
Localización de Midway, Utah.

Midway se encuentra en las coordenadas 40°30′52″N 111°28′38″O / 40.51444, -111.47722.
Según la oficina del censo de Estados Unidos, la ciudad tiene una superficie total de 8,7 km². No tiene superficie cubierta de agua.